# Cedric Dubler
Cedric Dubler (* 13. Januar 1995 in Brisbane) ist ein australischer-schweizerischer Zehnkämpfer.

## Sportliche Laufbahn
Erste internationale Erfahrungen sammelte Cedric Dubler bei den Juniorenweltmeisterschaften 2012 in Barcelona, bei denen er mit 7588 Punkten den vierten Platz belegte. 2013 gewann er bei den Ozeanienmeisterschaften in Papeete die Goldmedaillen im Hoch-, Stabhoch- und Weitsprung. 2014 gewann Dubler bei den Juniorenweltmeisterschaften in Eugene mit 8094 Punkten die Silbermedaille hinter dem Tschechen Jiří Sýkora. 2016 qualifizierte er sich für die Olympischen Spiele in Rio de Janeiro und belegte dort mit 8024 Punkten den 14. Schlussrang. Damit qualifizierte sich nach Scott Ferrier, der an den Olympischen Sommerspielen 2000 in Sydney teilgenommen hatte, nach 16 Jahren erstmals wieder ein australischer Zehnkämpfer für Olympische Spiele. Zuvor war er im gleichen Jahr in Sydney australischer Meister im Zehnkampf geworden und stellte dabei eine Bestleistung von 8114 Punkten auf.
2017 nahm er erstmals an den Weltmeisterschaften in London teil und erreichte dort mit 7728 Punkten Rang 18. 2018 erfolgte die Teilnahme an den Commonwealth Games im heimischen Gold Coast, wo er mit 7983 Punkten die Bronzemedaille hinter dem Grenader Lindon Victor und dem Kanadier Pierce Lepage gewann. 2019 wurde Dubler Neunter beim Hypo-Meeting in Götzis, gewann anschließend bei den Ozeanienmeisterschaften in Townsville mit 8031 Punkten die Silbermedaille hinter seinem Landsmann Ashley Moloney und erreichte daraufhin bei den Weltmeisterschaften in Doha mit 8101 Punkten Rang 11.
2016 bis 2018 gewann Dubler jedes Jahr den nationalen Meistertitel im Zehnkampf. Cedric Dubler ist australisch-schweizerischer Doppelbürger und ist in Brisbane aufgewachsen, wohin seine Eltern, Gabriel und Geneviève Dubler, 1990 aus Crissier bei Lausanne auswanderten. Er hat zwei Geschwister.

## Persönliche Bestleistungen
| Disziplin        | Leistung           | Ort        | Datum             |
| ---------------- | ------------------ | ---------- | ----------------- |
| Zehnkampf        | 8367 Punkte        | Brisbane   | 20. Dezember 2020 |
| 100 Meter        | 10,63 s (+1,7 m/s) | Gold Coast | 16. Februar 2018  |
| Weitsprung       | 7,74 m (+1,2 m/s)  | Eugene     | 22. Juli 2014     |
| Kugelstoßen      | 13,29 m            | Mackay     | 3. Oktober 2020   |
| Hochsprung       | 2,15 m             | Sydney     | 31. März 2016     |
| 400 Meter        | 47,84 s            | Brisbane   | 19. Dezember 2020 |
| 110 Meter Hürden | 13,86 s (0,5 m/s)  | Perth      | 20. Januar 2018   |
| Diskuswurf       | 46,01 m            | Mackay     | 4. Oktober 2020   |
| Stabhochsprung   | 5,20 m             | Gold Coast | 17. Februar 2018  |
| Speerwurf        | 62,48 m            | Brisbane   | 20. Dezember 2020 |
| 1500 Meter       | 4:29.62            | Götzis     | 26. Mai 2019      |